# 化身の獣
「化身の獣」（けしんのじゅう）は、日本のロックバンド・Do As Infinityの30作目（通算32作目）のシングル。

## 概要
- 前作「To Know You」から約3ヶ月ぶりにして、アルバム『ALIVE』からの先行シングル。
- 前作、前々作に引き続き作曲と編曲、サウンドプロデューサーとして澤野弘之を迎えて制作された[1]。表題曲はテレビアニメ『十二大戦』のエンディングテーマに使用された[2]。また、カップリング曲は同テレビアニメ第10話の挿入歌に使用された[3]。
- ジャケットが異なるCD+DVD規格とCD規格の通常盤、ファンクラブ及びmu-moショップ限定流通のCD+DVD規格の初回生産限定盤の3形態で発売された。通常盤と初回生産限定盤のDVDには表題曲のミュージック・ビデオが収録され、初回生産限定盤には特典として『十二大戦』とコラボした扇子が同梱された[4]。また、CD規格の通常盤にはボーナス・トラックとしてイメージキャラクターを務める渋谷マークシティ『渋谷マークシティ ミラクルクリスマス』のキャンペーンソングが追加収録された[5]。
- ジャケットは歌詞に合わせ、獣の爪痕からさらに内面に切り込んで行くようなデザインとなっており、CD規格の通常盤のみ『十二大戦』のキャラクターが描かれている[4]。

## 収録曲
1. 化身の獣 [3:26]
作詞：Tomiko Van
作曲・編曲：Hiroyuki Sawano
澤野がテレビアニメ『十二大戦』のエンディングテーマの依頼を受けて制作。ダークだけど勢いがあって、前に突き進んでいくイメージをアレンジ含めメロディでも醸し出せるよう、自身のメロディをストックしているボイスレコーダーから、バラードとしてストックしていた楽曲のテンポを倍にして完成させている[6]。
ミュージック・ビデオは埼玉県坂戸市にある五千頭の龍が昇る聖天宮で撮影され、伴が化け猫に変貌していく様を描写している。また、映像に登場する干支の文字は伴自身が書いたという[7]。
2. Silver Moon [4:19]
作詞：Benjamin、mpi
作曲・編曲：Hiroyuki Sawano
前作のカップリング曲「唯一の真実」が小編成スタイルのバラードだったため、この楽曲ではバンドサウンドでシンセサイザーの音も幻想的に広がった作風をイメージして制作された[6]。伴はこの楽曲のデモ音源を聴いた時、花びらが舞うような印象を受けたといい、それに伴って別れをテーマにしたと語っている[3]。
3. 化身の獣 -テレビアニメ「十二大戦」ED ver.- [1:35]
作詞：Tomiko Van
作曲・編曲：Hiroyuki Sawano
表題曲のテレビサイズバージョン。
4. 化身の獣 (Instrumental) [3:26]
作曲・編曲：Hiroyuki Sawano
表題曲のインストゥルメンタルバージョン。
5. Silver Moon (Instrumental) [4:21]
作曲・編曲：Hiroyuki Sawano
カップリング曲のインストゥルメンタルバージョン。
6. Lovely Day [4:09]
作詞：Tomiko Van
作曲：Ryo Owatari
編曲：Akira Murata、Ryo Owatari
ボーナストラック。渋谷マークシティ『渋谷マークシティ ミラクルクリスマス』のキャンペーンソングとして書き下ろされた楽曲で、渋谷系アシッドジャズを意識して制作された[8]。

## 参加ミュージシャン
Do As Infinity
- 伴都美子：Vocal & Chorus  (#1〜3,6)
- 大渡亮：Guitars (全曲)

Support Musician
- 澤野弘之：Piano & Keyboards & All Other Instruments (#1〜5)
- 村田昭：All Other Instruments & Programming (#6)
- 山内"マッショイ"優：Drums (#1〜5)
- 田辺トシノ：Bass (#1〜5)
- 笠原直樹：Bass (#6)

## タイアップ
- AT-X・TOKYO-MX・毎日放送・BS11系テレビアニメ『十二大戦』エンディングテーマ (#1,3)
- AT-X・TOKYO-MX・毎日放送・BS11系テレビアニメ『十二大戦』挿入歌 (#2)
- 渋谷マークシティ『渋谷マークシティ ミラクルクリスマス』キャンペーンソング (#6)

## 収録アルバム
- ALIVE (#1,2)
- Do The B-side 2 (#6)
- Powers Selection (#1)
- Do The Complete (#1)